# Berliner Fußballclub Dynamo 2022-2023
Questa voce raccoglie le informazioni riguardanti il Berliner Fußballclub Dynamo nelle competizioni ufficiali della stagione 2022-2023.

## Stagione
Nella stagione 2022-2023 la Dinamo Berlino, allenato da Heiner Backhaus, concluse il campionato di Regionalliga Nordest al 6º posto.

## Rosa
| N. |                     | Ruolo | Calciatore        |
| -- | ------------------- | ----- | ----------------- |
| 1  | Germania (bandiera) | P     | Matthias Hamrol   |
| 4  | Germania (bandiera) | D     | Felix Meyer       |
| 5  | Iraq (bandiera)     | D     | David Al-Azzawe   |
| 6  | Germania (bandiera) | C     | Niklas Brandt     |
| 8  | Germania (bandiera) | C     | Andreas Pollasch  |
| 9  | Germania (bandiera) | A     | Christian Beck    |
| 10 | Germania (bandiera) | A     | Cedric Euschen    |
| 11 | Germania (bandiera) | A     | Darryl Geurts     |
| 12 | Germania (bandiera) | P     | Paul Hainke       |
| 13 | Germania (bandiera) | D     | Chris Reher       |
| 14 | Germania (bandiera) | C     | Joey Breitfeld    |
| 15 | Germania (bandiera) | A     | Maximilian Franke |
| 17 | Germania (bandiera) | D     | Marvin Kleihs     |

| N. |                                 | Ruolo | Calciatore                        |
| -- | ------------------------------- | ----- | --------------------------------- |
| 18 | Germania (bandiera)             | C     | Alexander Siebeck                 |
| 19 | Germania (bandiera)             | A     | Max Klump                         |
| 20 | Germania (bandiera)             | D     | Bennedikt Samuel Lutz Wüstenhagen |
| 20 | Kosovo (bandiera)               | A     | Erlind Zogjani                    |
| 21 | Germania (bandiera)             | D     | Michael Blum                      |
| 22 | Germania (bandiera)             | D     | Arthur Ekallé                     |
| 23 | Germania (bandiera)             | D     | Leonidas Tiliudis                 |
| 26 | Germania (bandiera)             | A     | Bell Alfonso Lopez                |
| 26 | Bosnia ed Erzegovina (bandiera) | A     | Amar Suljić                       |
| 27 | Stati Uniti (bandiera)          | D     | Dominic Duncan                    |
| 29 | Germania (bandiera)             | D     | Luca-Rene Heinrich                |
| 79 | Germania (bandiera)             | P     | Kevin Sommer                      |

## Organigramma societario
Area tecnica
- Allenatore: Heiner Backhaus
- Allenatore in seconda: Nils Weiler
- Preparatore dei portieri: Marco Sejna
- Preparatori atletici:
- Analisi video: Nils Weiler

## Calciomercato

### Sessione estiva
| Acquisti | Acquisti          | Acquisti           | Acquisti |
| R.       | Nome              | da                 | Modalità |
| -------- | ----------------- | ------------------ | -------- |
| A        | Maximilian Franke | Verl               |          |
| A        | Amar Suljić       | Schweinfurt 05     |          |
| D        | Anton Rücker      | Eilenburg          |          |
| P        | Matthias Hamrol   | Meuselwitz         |          |
| A        | Cedric Euschen    | Sportfreunde Lotte |          |
| D        | Dominic Duncan    | Rot-Weiß Coblenza  |          |
| D        | Arthur Ekallé     | Rot-Weiß Coblenza  |          |
| D        | Leonidas Tiliudis | Gießen             |          |

| Cessioni | Cessioni           | Cessioni                               | Cessioni |
| R.       | Nome               | a                                      | Modalità |
| -------- | ------------------ | -------------------------------------- | -------- |
| D        | Andreas Wiegel     | Rot-Weiss Essen                        |          |
| P        | Dimitru Stajila    | Template:Calcio Rostocker FC           |          |
| D        | Emiliano Zefi      | Template:Calcio CFC Hertha 06          |          |
| C        | Marcel Stutter     | Template:Calcio TuS 1896 Sachsenhausen |          |
| A        | Andor Bolyki       | Hallescher                             |          |
| D        | Bastian Schrewe    | Germania Halberstadt                   |          |
| A        | Matthias Steinborn | Babelsberg                             |          |

### Sessione invernale
| Acquisti | Acquisti | Acquisti | Acquisti |
| R.       | Nome     | da       | Modalità |
| -------- | -------- | -------- | -------- |

| Cessioni | Cessioni      | Cessioni         | Cessioni |
| R.       | Nome          | a                | Modalità |
| -------- | ------------- | ---------------- | -------- |
| C        | Philip Schulz | Tasmania Berlino |          |

## Risultati

### Regionalliga Nordest

#### Girone di andata
| Arbitro: | Gaunitz |

|                |           |                      |
| Trübenbach 71’ | Marcatori | 64’ (rig.), 65’ Beck |

| Arbitro: | Wien |

|  |           |            |
|  | Marcatori | 73’ Sussek |

| Arbitro: | Müller |

|              |           |  |
| Brügmann 50’ | Marcatori |  |

| Arbitro: | Markhoff |

|  |           |                      |
|  | Marcatori | 24’ Lange 54’ Dahlke |

| Lipsia 9 settembre 2022, ore 18:00 CEST 5ª giornata | Lokomotive Lipsia | 0 – 0 referto | BFC Dynamo | Bruno-Plache-Stadion (4 242 spett.)\| Arbitro: \| Lämmchen \| |
| Arbitro:                                            | Lämmchen          |               |            |                                                               |

| Berlino 16 settembre 2022, ore 19:00 CEST 6ª giornata | BFC Dynamo | 0 – 0 referto | Hertha Berlino II | Sportforum Hohenschönhausen (1 617 spett.)\| Arbitro: \| Wien \| |
| Arbitro:                                              | Wien       |               |                   |                                                                  |

| Arbitro: | Lukawski |

|          |           |            |
| Baca 90’ | Marcatori | 55’ Brandt |

| Arbitro: | Lechner |

|                                     |           |          |
| Pollasch 9’ Beck 17’, 31’ Reher 27’ | Marcatori | 70’ Bähr |

| Arbitro: | Hagemann |

|            |           |              |
| Kargbo 23’ | Marcatori | 26’ Tiliudis |

| Arbitro: | Rose |

|                        |           |            |
| Euschen 33’ Suljić 80’ | Marcatori | 2’ Gladrow |

| Arbitro: | Hagemann |

|                          |           |                              |
| Beck 26’ Geurts 39’, 70’ | Marcatori | 59’ van der Werff 66’ Baudis |

| Arbitro: | Schipke |

|                                                |           |          |
| Hajrulla 15’ Mergel 53’ Nkoa 67’ Seidemann 81’ | Marcatori | 72’ Beck |

| Arbitro: | Butterich |

|                                       |           |              |
| Euschen 54’ Suljić 61’, 70’ Klump 90’ | Marcatori | 69’ Abu-Alfa |

| Arbitro: | Kluge |

|                  |           |             |
| Mäder 40’ (rig.) | Marcatori | 86’ Zogjani |

| Arbitro: | Lukawski |

|                  |           |            |
| Euschen 33’, 62’ | Marcatori | 27’ Zeiger |

| Arbitro: | Wartmann |

|                               |           |               |
| Göth 11’ Becker 49’ Flath 89’ | Marcatori | 37’, 70’ Beck |

| Arbitro: | Lukawski |

|                           |           |                            |
| Siebeck 34’ Beck 46’, 57’ | Marcatori | 68’ (rig.) Gawe 76’ Brando |

#### Girone di ritorno
| Arbitro: | Schipke |

|                         |           |              |
| Al-Azzawe 82’ Reher 90’ | Marcatori | 19’ Schätzle |

| Arbitro: | Jessen |

|  |           |                          |
|  | Marcatori | 62’ Suljić 69’ Breitfeld |

| Berlino 10 febbraio 2023, ore 19:00 CET 20ª giornata | BFC Dynamo | 0 – 0 referto | Chemnitz | Sportforum Hohenschönhausen (2 304 spett.)\| Arbitro: \| Markhoff \| |
| Arbitro:                                             | Markhoff   |               |          |                                                                      |

| Arbitro: | Kohnert |

|                                |           |  |
| Dedidis 11’ Verkamp 37’ (rig.) | Marcatori |  |

| Arbitro: | Kluge |

|            |           |           |
| Kleihs 31’ | Marcatori | 88’ Ziane |

| Arbitro: | Wilske |

|             |           |                                  |
| Aksakal 71’ | Marcatori | 4’ Brandt 16’ Suljić 46’ Zogjani |

| Arbitro: | Beblik |

|  |           |                         |
|  | Marcatori | 20’, 31’ Harres 59’ Küc |

| Arbitro: | Wilske |

|  |           |                             |
|  | Marcatori | 18’ Kleihs 45’, 80’ Siebeck |

| Arbitro: | Gaunitz |

|                                           |           |  |
| Beck 14’, 16’, 44’ Suljić 36’ Euschen 85’ | Marcatori |  |

| Arbitro: | Sather |

|            |           |              |
| Wilton 90’ | Marcatori | 32’ Pollasch |

| Arbitro: | Butterich |

|                         |           |                       |
| Pfeiffer 34’ Malina 85’ | Marcatori | 16’ Siebeck 55’ Meyer |

| Arbitro: | Klemm |

|                        |           |             |
| Breitfeld 22’ Blum 48’ | Marcatori | 84’ Kämpfer |

| Arbitro: | Sather |

|             |           |            |
| Hofmann 64’ | Marcatori | 86’ Duncan |

| Arbitro: | Rauschenberg |

|                              |           |              |
| Beck 4’ Reher 38’ Suljić 62’ | Marcatori | 56’ Kirstein |

| Arbitro: | Dallmann |

|                                   |           |                            |
| Breitkreuz 33’ Ciğerci 72’ (rig.) | Marcatori | 7’, 31’ Euschen 75’ Kleihs |

| Arbitro: | Greif |

|          |           |                           |
| Beck 87’ | Marcatori | 5’ Hefele 42’, 55’ Dahlke |

| Arbitro: | Kohnert |

|                                |           |                                        |
| Brando 26’ Gawe 38’ Krüger 78’ | Marcatori | 45’ Euschen 71’ (rig.) Beck 73’ Suljić |

## Statistiche

### Statistiche di squadra
| Competizione | Punti | In casa | In casa | In casa | In casa | In casa | In casa | In trasferta | In trasferta | In trasferta | In trasferta | In trasferta | In trasferta | Totale | Totale | Totale | Totale | Totale | Totale | DR  |
| Competizione | Punti | G       | V       | N       | P       | Gf      | Gs      | G            | V            | N            | P            | Gf           | Gs           | G      | V      | N      | P      | Gf     | Gs     | DR  |
| ------------ | ----- | ------- | ------- | ------- | ------- | ------- | ------- | ------------ | ------------ | ------------ | ------------ | ------------ | ------------ | ------ | ------ | ------ | ------ | ------ | ------ | --- |
| Regionalliga | 56    | 17      | 10      | 3       | 4       | 32      | 21      | 17           | 5            | 8            | 4            | 26           | 24           | 34     | 15     | 11     | 8      | 58     | 45     | +13 |
| Totale       | 56    | 17      | 10      | 3       | 4       | 32      | 21      | 17           | 5            | 8            | 4            | 26           | 24           | 34     | 15     | 11     | 8      | 58     | 45     | +13 |

### Andamento in campionato
| Giornata  | 1 | 2  | 3  | 4  | 5  | 6  | 7  | 8  | 9  | 10 | 11 | 12 | 13 | 14 | 15 | 16 | 17 | 18 | 19 | 20 | 21 | 22 | 23 | 24 | 25 | 26 | 27 | 28 | 29 | 30 | 31 | 32 | 33 | 34 |
| --------- | - | -- | -- | -- | -- | -- | -- | -- | -- | -- | -- | -- | -- | -- | -- | -- | -- | -- | -- | -- | -- | -- | -- | -- | -- | -- | -- | -- | -- | -- | -- | -- | -- | -- |
| Luogo     | T | C  | T  | C  | T  | C  | T  | C  | T  | C  | C  | T  | C  | T  | C  | T  | C  | C  | T  | C  | T  | C  | T  | C  | T  | C  | T  | T  | C  | T  | C  | T  | C  | T  |
| Risultato | V | P  | P  | P  | N  | N  | N  | V  | N  | V  | V  | P  | V  | N  | V  | P  | V  | V  | V  | N  | P  | N  | V  | P  | V  | V  | N  | N  | V  | N  | V  | V  | P  | N  |
| Posizione | 6 | 10 | 11 | 14 | 14 | 13 | 12 | 11 | 12 | 10 | 10 | 10 | 10 | 10 | 10 | 10 | 9  | 8  | 7  | 8  | 8  | 8  | 8  | 8  | 7  | 6  | 6  | 6  | 5  | 7  | 6  | 5  | 6  | 6  |

Legenda:

Luogo: C = Casa; T = Trasferta. Risultato: V = Vittoria; N = Pareggio; P = Sconfitta.

### Statistiche dei giocatori
| D. Al-Azzawe   | 14 | 1  | 2 | 0 |
| C. Beck        | 30 | 16 | 3 | 0 |
| M. Blum        | 29 | 1  | 8 | 0 |
| N. Brandt      | 27 | 2  | 5 | 1 |
| J. Breitfeld   | 25 | 2  | 3 | 0 |
| D. Duncan      | 24 | 1  | 4 | 0 |
| A. Ekallé      | 25 | 0  | 3 | 0 |
| C. Euschen     | 29 | 8  | 3 | 0 |
| M. Franke      | 7  | 0  | 0 | 1 |
| D. Geurts      | 13 | 2  | 3 | 0 |
| P. Hainke      | 2  | 0  | 0 | 0 |
| M. Hamrol      | 12 | 0  | 0 | 0 |
| L. Heinrich    | 1  | 0  | 0 | 0 |
| M. Kleihs      | 26 | 3  | 6 | 0 |
| M. Klump       | 24 | 1  | 4 | 0 |
| B. Lopez       | 0  | 0  | 0 | 0 |
| F. Meyer       | 21 | 1  | 2 | 0 |
| A. Pollasch    | 33 | 2  | 2 | 0 |
| C. Reher       | 33 | 3  | 6 | 0 |
| A. Rücker      | 1  | 0  | 0 | 0 |
| P. Schulz      | 2  | 0  | 0 | 0 |
| A. Siebeck     | 23 | 4  | 3 | 0 |
| K. Sommer      | 21 | 0  | 3 | 0 |
| A. Suljić      | 31 | 8  | 7 | 0 |
| L. Tiliudis    | 27 | 1  | 4 | 1 |
| B. Wüstenhagen | 1  | 0  | 0 | 0 |
| E. Zogjani     | 20 | 2  | 0 | 0 |